# Orlová (Niżne Tatry)
Orlová (1840 m) –  szczyt we wschodniej części głównego grzbietu Niżnych Tatr na Słowacji. Znajduje się pomiędzy szczytami Kráľova hoľa (1946 m) i Bartková (1790 m). Od Kralowej Holi oddzielają go jeszcze dwa niewybitne i kopulaste wierzchołki (Stredná hoľa, 1876 m) i 1875 m. 
Szczyt jest kopulasty i rozległy. W tłumaczeniu na język polski ma nazwę Orłowa. Jego szczytowe partie to naturalne, porośnięte trawami piętro halne, miejscami przetykane głazami. W kierunku północnym, do Doliny Zdziarskiej (Ždiarska dolina) odchodzi od niego boczny grzbiet zakończony szczytem Holica. Opływają go 2 potoki: Staníkov potok i Holičná. W kierunku południowym, sporo poniżej szczytu, w stoki Orłowej wcina się Krivý potok, dzielący je na dwa grzbiety opadające do Doliny Górnego Hronu.
Przez szczyt Orłowej biegnie znakowany czerwono główny, graniowy szlak Niżnych Tatr – Cesta hrdinov SNP.  Stoki południowe są łagodne, w północne stoki na odcinku od Bartkovej do Kralovej Holi wcinają się kotły lodowcowe. Znaki turystyczne malowane są na głazach, należy uważać, by nie zbłądzić w kierunku północnym, co zmusiłoby do poruszania się pomiędzy kosodrzewiną i głazami na stromych stokach tych kotłów.

## Szlak turystyczny
odcinek: Telgárt – Kráľova hoľa – Stredná hoľa – Orlová – Bartková – Ždiarske sedlo – Andrejcová – Priehybka – Veľká Vápenica – Priehyba – Kolesárová – sedlo Oravcová – Oravcová – Zadná hoľa – Ramža – Jánov grúň – Bacúšske sedlo – Sedlo za Lenovou – Czertowica – Kumštové sedlo – Králička – Schronisko Štefánika